# جيم براون (لاعب كرة قاعدة أمريكي)
جيم براون (بالإنجليزية: Jim Brown)‏ هو لاعب كرة قاعدة أمريكي، ولد في 12 ديسمبر 1860 في مقاطعة كلينتون في الولايات المتحدة، وتوفي في 6 أبريل 1908 في ويليامسبورت في الولايات المتحدة.

## وصلات خارجية
- جيم براون (لاعب كرة قاعدة أمريكي) على موقعبيزبول رفرنس.كوم (الدوري الرئيسي) (الإنجليزية)
- جيم براون (لاعب كرة قاعدة أمريكي) على موقعبيزبول رفرنس.كوم (الدوري الثانوي) (الإنجليزية)